# Obeliszk (építészet)

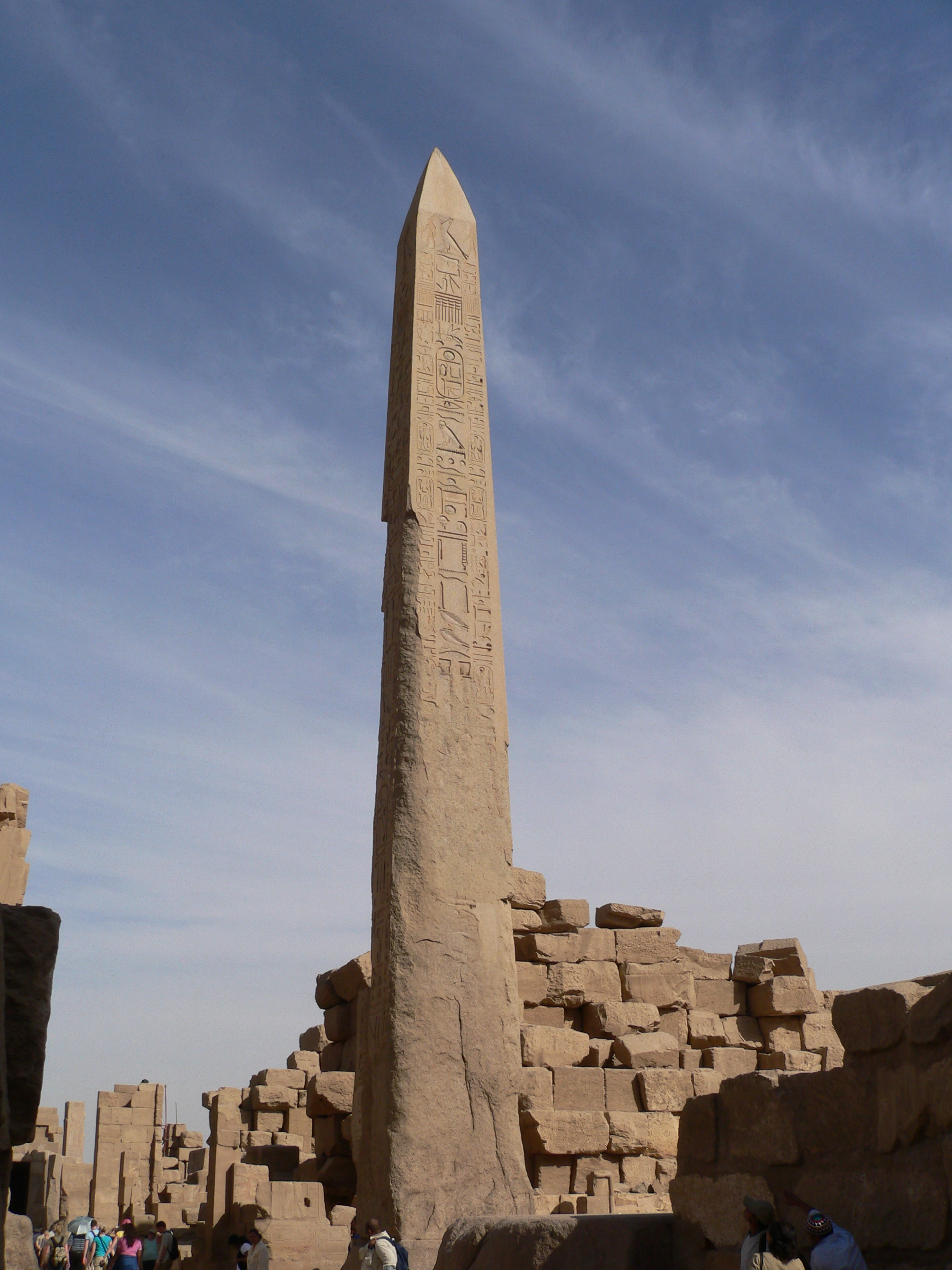
A karnaki obeliszk

Az obeliszk (a görög ὀβελίσκος – obeliszkosz szóból, ami az ὀβελός – obelosz, 'nyárs, szög, hegyes oszlop' kicsinyítő képzős alakja) magas, felfelé keskenyedő, négyzet keresztmetszetű kőoszlop, amely gúla alakú csúcsban végződik; ókori egyiptomi napszimbólum. Csúcsát, amelyen először csillant meg a reggeli napfény, fém- (legtöbbször arany-) lapokkal fedték be, törzsére a napistenhez szóló imákat véstek. Az egyiptomi templomokban gyakran egy pár obeliszk állt a pülón előtt. Az ókori obeliszkek gyakran monolitikusak voltak (egy kőből kifaragottak), napjainkban leginkább több kőből rakják össze, és üregesek is lehetnek.

## Egyiptomi obeliszkek

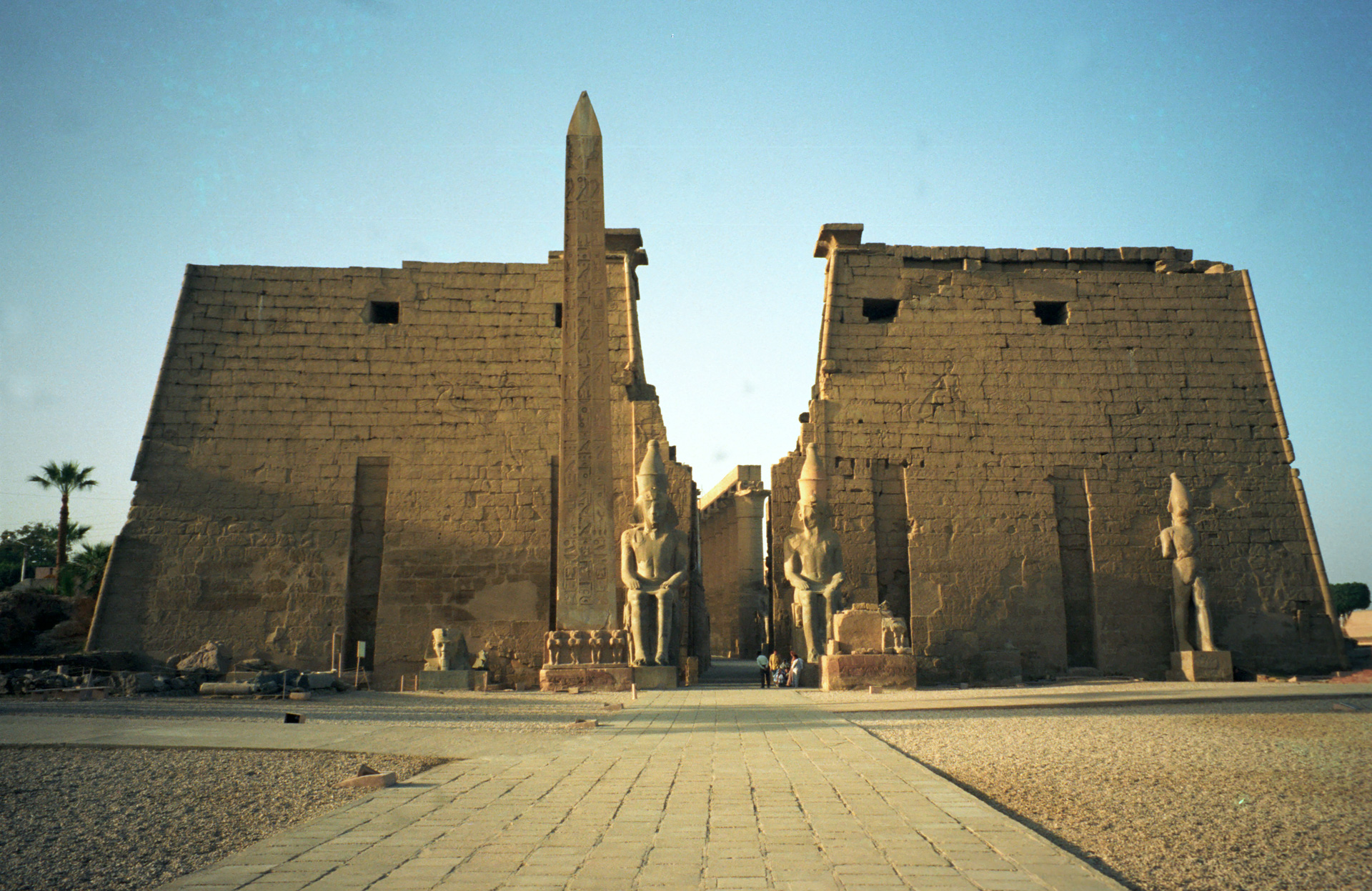
A luxori templom pülónja, ahol az eredeti két obeliszkből egy maradt (párja a párizsi Place de la Concorde-on áll).

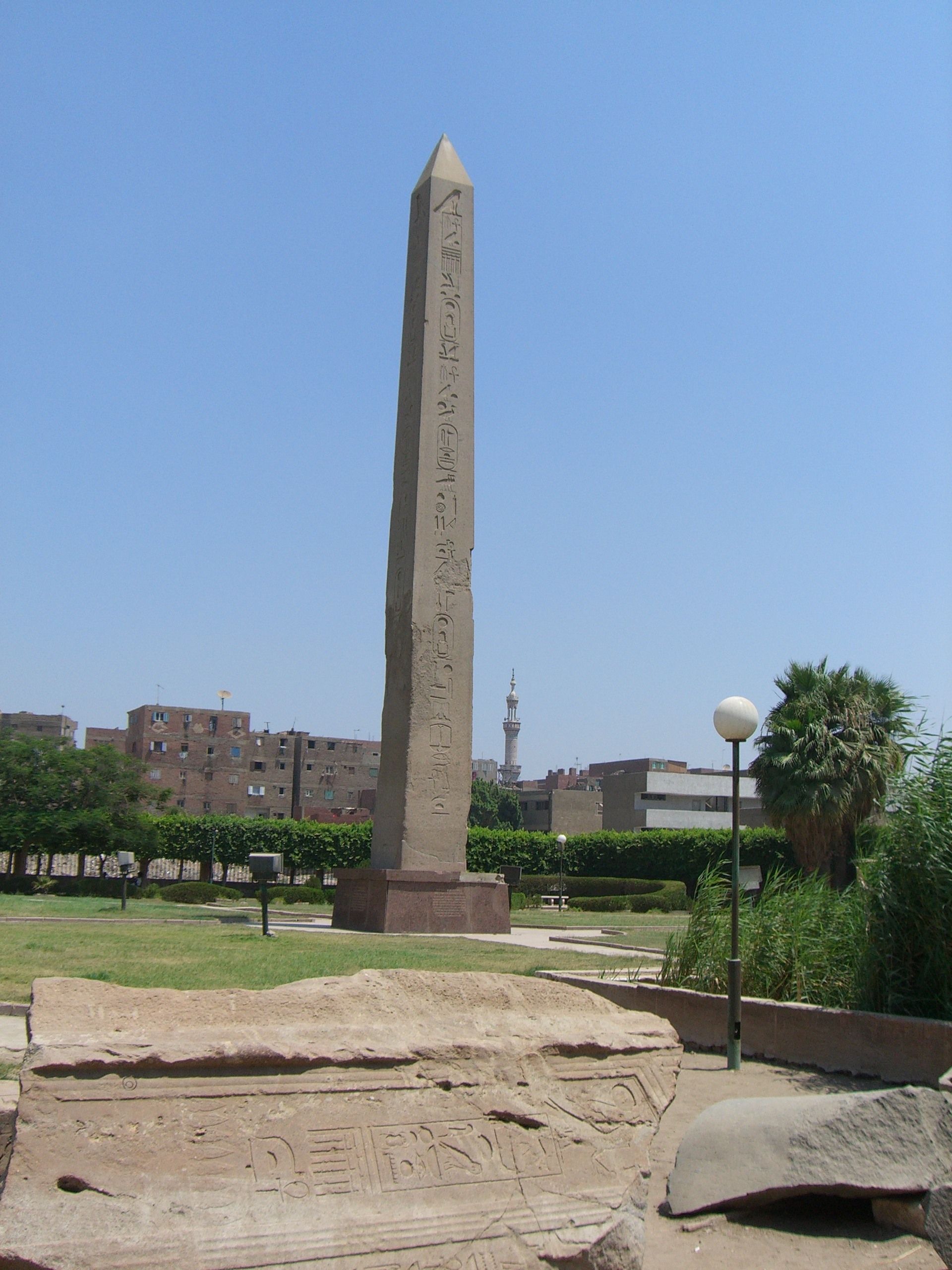
I. Szenuszert obeliszkje Kairó Héliopolisz negyedében

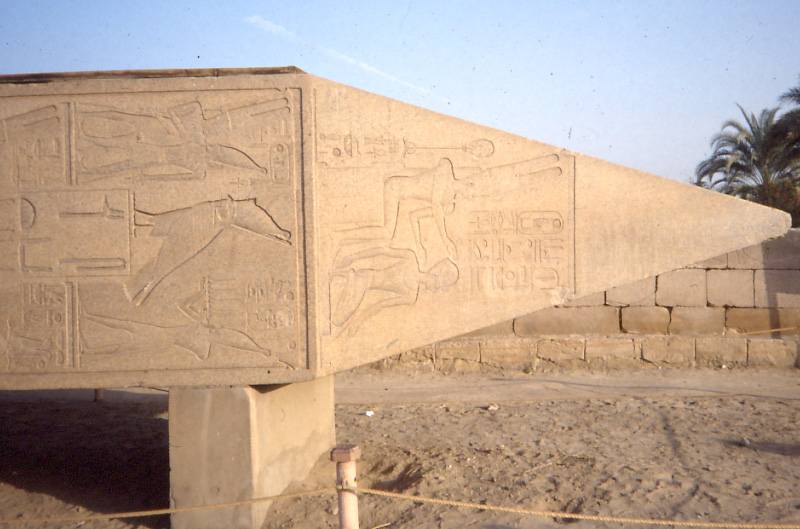
Hatsepszut leomlott obeliszkjének csúcsa, Karnak

Az obeliszkek egyiptomi neve tḫn vagy mnw volt (előbbi már a Piramisszövegekben is előfordul, utóbbi a mn, 'örökkévalónak lenni' szóból, emlékművet is jelent), a görög 'obeliszk' szó Hérodotosz nyomán terjedt el. A piramis és az obeliszk formájára is a Nappal kapcsolatos természeti tünemények lehettek hatással.
A legkorábbi templomi obeliszk I. Szenuszerté, ami még eredeti helyén áll Héliopoliszban (ma Kairó része). Ez vörösgránitból készült, 20,7 m magas és 120 tonna súlyú.
A fennmaradt legnagyobb obeliszket (32,18 m) III. Thotmesz állíttatta, ez ma Rómában áll. A második legmagasabb obeliszk a legnagyobb azok közül, ami ma is Egyiptomban található, ezt Hatsepszut királynő készíttette i. e. 1500 körül, 29,56 m magas és jelenleg a karnaki templom 4. és 5. pülonja között áll.
Számos egyiptomi obeliszk áll még, de nagy részük más országokba került, kevesebb, mint a felük maradt Egyiptomban. A rómaiak Egyiptom elfoglalása után sokat Rómába vittek.
Jelenleg álló obeliszkek:
Egyiptom
- I. Szenuszert obeliszkje, Kairó, Héliopolisz negyed, Al-Matarijja kerület, Al-Maszalla
- I. Szenuszert obeliszkje, Fajjúm, 12,9 m[9]
- I. Thotmesz obeliszkje, karnaki templom, 19,5 m
- Hatsepszut obeliszkje, karnaki templom, 29,6 m[10]
- II. Ramszesz obeliszkje, Luxori templom
- II. Ramszesz obeliszkje, Kairó, Gezíra, 20,4 m
- II. Ramszesz obeliszkje, kairói nemzetközi repülőtér, 16,97 m[11]
- II. Széthi obeliszkje, karnaki templom, 7 m
- III. Ramszesz obeliszkje, Luxori Múzeum

Egyesült Királyság
- III. Thotmesz obeliszkje, „Kleopátra tűje” néven ismert, London, Victoria Embankment
- II. Amenhotep obeliszkje, a Durhami Egyetem Keleti Múzeumában
- IX. Ptolemaiosz philae-i obeliszkje, Dorsetben, Kingston Lacyben
- II. Nektanebó két obeliszkje, London, British Museum

Egyesült Államok
- III. Thotmesz, „Kleopátra tűje” New York, Central Park

Franciaország
- II. Ramszesz obeliszkje, eredetileg Luxorban, Párizs, Concorde tér, 23 m

Izrael
- Caesareai obeliszk, Nagy Heródes vitette a városba[12]

Lengyelország
- II. Ramszesz obeliszkje, Poznań Régészeti Múzeum, Poznań (kölcsönben a berlini Ägyptisches Museum und Papyrussammlung gyűjteményéből)[13]

Olaszország és Vatikán
- 14 obeliszk Rómában
- Piazza del Duomo, Szicília, Catania
- Boboli-kert, Firenze
- Urbino
- Obelisco di Benevento

Törökország
- III. Thotmesz obeliszkje, Isztambul. Theodosius császár vitette ide 390-ben, és hippodrómjában állíttatta fel.[14]

Asszuánban egy kőbányában egy otthagyott, befejezetlen obeliszket is találtak.

### Asszír obeliszkek
Az asszírok is emeltek obeliszkeket, melyek a király tetteit örökítették meg. A British Museumban három asszír obeliszk található:
- A Fehér obeliszket Hormuzd Rassam találta Ninivében 1853-ban. Vagy I. Assur-nászir-apli vagy II. Assur-nászir-apli emeltette, felirata arról számol be, hogy a király foglyokból, jószágból és különféle árukból álló zsákmányt hozott vissza Assur városába. Reliefjei hadjáratokat, vadászatot, győzelmi banketteket és adót beszolgáltató idegeneket ábrázolnak.
- A Rassam-obeliszket szintén Hormuzd Rassam találta, Kalhu(Nimrud) citadellájában. II. Assur-nászir-apli emeltette, csak töredékei maradtak fenn, Szíriából és nyugatról küldött adók érkezését ábrázolja.
- A Fekete obeliszket Austen Henry Layard fedezte fel Kalhu citadellájában 1846-ban. III. Salmaneszer állíttatta, reliefjei adók érkezését ábrázolja, valamint két uralkodót, az izraeli Jéhut és a gilzaneai Suát, amint a király előtt hódolnak. A jeleneteket feliratok kísérik, ezek mellett egy hosszabb szöveg is áll az obeliszken, III. Salmaneszer évkönyveinek egy legkésőbbi változata, mely trónra lépésétől 33. uralkodási évéig sorolja fel az eseményeket.

### Akszúmi/etióp obeliszkek

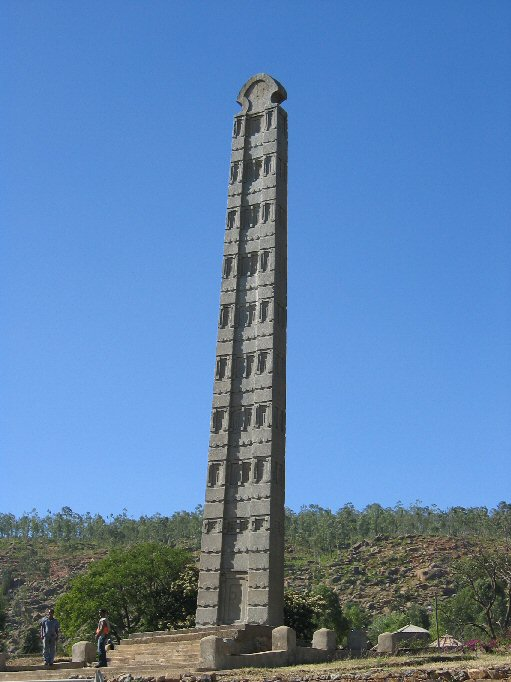
Ezana király sztéléje Akszúmban

Az Etiópia területén található Akszúmi Királyságban is készültek obeliszkek. Közülük a legkésőbbi és az egyetlen épségben fennmaradt a 21 m magas Ezana király sztéléje, a leghíresebb pedig a 24 m magas akszúmi obeliszk. Az i. sz. 4. század környékén készült, később leomlott és három darabra tört. Olasz katonák találtak rá 1935-ben, a második olasz–abesszin háború után, és 1937-ben Rómába vitték, ahol a Piazza di Porta Capenán állították fel. Olaszország már 1947-ben megígérte az ENSZ-nek, hogy visszaadja, de ezt csak 1997-ben erősítette meg, miután az ENSZ évekig nyomást gyakorolt rá. 2003-ban tették az első lépéseket az obeliszk visszajuttatására. Végül 2008-ban állították fel Etiópiában.
A legnagyobb obeliszk a Nagy sztélé, ami mostanra felborult. 33 m magas volt, alapja 3×2 méter, súlya 520 tonna. Ez az egyik legnagyobb kődarab, amelyen valaha is dolgozott ember (a legnagyobb vagy a Ramesszeumban, vagy Baalbekben található), és valószínűleg már felálltásakor vagy nem sokkal utána felborult, elpusztítva az alatta lévő sírkamra egy nagy részét is. Az akszúmiak az obeliszkeket (helyesebb megnevezés rájuk a sztélé vagy saját nyelvükön a hawilt vagy hawilti, mivel nem piramidionban végződnek, mint a klasszikus obeliszkek), sírok és föld alatti sírkamrák jelölésére használták. A legnagyobbak a királysírokat jelölték, rajtuk számos álajtó és álablak volt. A nemeseknek kisebb, kevésbé díszes kő jelölte sírját. Már csak kevés áll közülük, de az úgynevezett „sztélémezőkön” számos kisebb található még.

## Egyéb obeliszkek

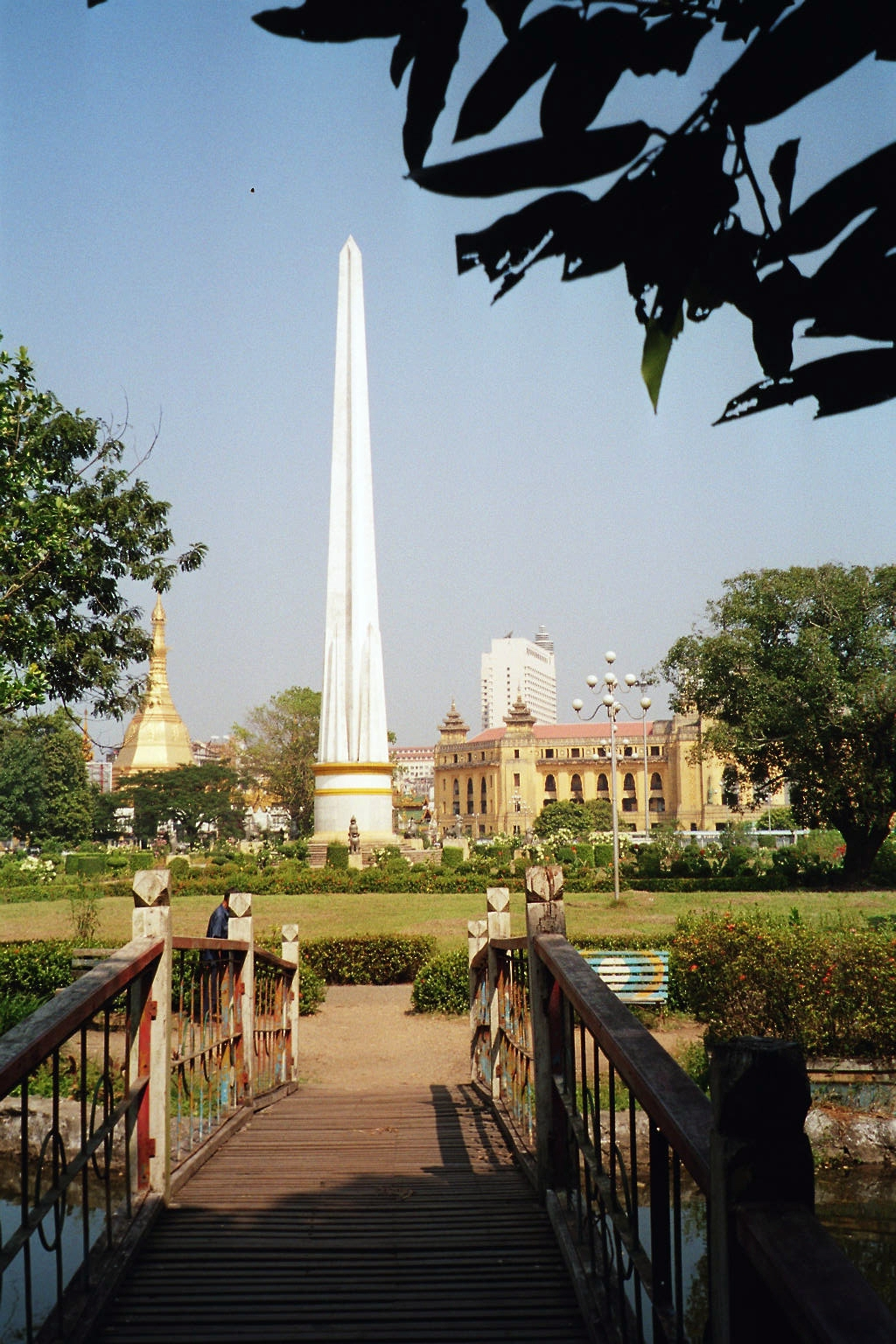
A Függetlenség Emlékműve a burmai Jangonban, a Maha Bandula Parkban

A rómaiak egyiptomi stílusban emeltek obeliszkeket. Rómában ma öt áll, lásd: Obeliszkek Rómában. Ezenkívül Franciaországban áll az Arles-i obeliszk, a Place de la République-on, ez egy 4. századi római obeliszk; Münchenben egy Titus Sextius Africanus emeltette 5,8 m magas, 1. századi obeliszk áll (Staatliches Museum Ägyptischer Kunst, Kunstareal).
A bizánci Falas obeliszk VII. Konstantin Porphyrogenitus (905–959) idejében készült, eredetileg aranyozott bronzlemezek bortották.
A keralai sziklakeresztek is az obeliszk egy formája. A nyugat-indiai, malabári szír keresztények kapcsolatban álltak az egyiptomi és az asszír kultúrával.
Az 1919-ben a perui Chavín de Huantarban talált Tello obeliszk egy obeliszkre jellemző arányokkal rendelkező monolit. Chavíni jelképek láthatóak ráfaragva, köztük fogak és állatfejek. Sokáig Limában volt, a Museo Nacional de Arqueología, Antropología e Historia del Perú gyűjteményében, majd átkerült a 2008 júliusában megnyílt Museo Nacional de Chavínba. Nevét felfedezőjéről, Julio C. Tello régészről, a perui régészet atyjáról kapta. Tello volt Amerika első őslakos származású régésze.

## Obeliszk-emelési kísérletek
1999 augusztus-szeptemberében Roger Hopkins és Mark Lehner a NOVA tévésorozat stábjával együtt felállított egy 25 tonnás obeliszket. Ez volt a harmadik kísérlet ekkora obeliszk állítására, az első kettő (1994-ben és 1999-ben) kudarccal végződött; korábban csak két- és kilenctonnás obeliszket sikerült állítani. Hopkins és Raisz Abdel Aleem egy 25 tonnás kő mozgatására tettek kísérletet: fasíneket alakítottak ki a földön és ezen szánon húzták végig a kőtömböt. 100 emberrel nem sikerült megmozdítani, több mint 130-an kellettek hozzá, akik húzták, és még tizenkettőnek kellett előrelöknie a szánt. Egy nap alatt 3-6 métert haladtak. Bár több kötél elszakadt, bebizonyosodott, hogy az obeliszk szállítható így.
Egy másik kísérletben ókori egyiptomi mintára készült hajón szállítottak obeliszket a Níluson. A hajó hosszának aránya a szélességéhez 2:1 volt; legalább kétszer olyan hosszúnak kellett lennie, mint az obeliszk. Az obeliszk 3 m magas volt, súlya nem érte el az 5 tonnát. Ahhoz, hogy a legnagyobb egyiptomi obeliszkeket hasonló módszerrel szállítsák, legalább 60 méter hosszú hajóra volt szükség.
Egy sikeres obeliszkállítási kísérletre egy massachusettsi kőfejtőben került sor, Rick Brown, Hopkins, Lehner és Gregg Mullen szervezésében. Az előkészítési munkálatokat modern technológiával végezték, de a kísérletek bebizonyították, hogy ha elég idő és munkaerő áll rendelkezésre, ókori módszerekkel is megoldhatóak. Az obeliszk a kísérlet elején kőrámpán feküdt. Egy üreget előtte homokkal töltöttek meg. A korábbi kísérletek során bebizonyosodott, hogy a nedves homok nem jó erre a célra. A rámpát kőfalak biztosították. Az obeliszk emelésekor lassan eltávolították a homokot az üregből, miközben három csapat kötelekkel biztosította, hogy az obeliszk lassan ereszkedjen az üregbe. A módszert egy 3000 éves papirusztekercs is alátámasztja, melyben egy írnok ezt írja egy másiknak: „Ürítsd ki a homokkal megtöltött helyet urad emlékműve alatt.” A luxori obeliszkek ily módon történő felállításához több mint egymillió m³ kő, vályogtégla és homok kellhetett. A legnagyobb, ókorban emelt obeliszk súlya 455 tonna; Akszúmban találtak egy 520 tonnás sztélét, ez valószínűleg akkor tört szét, amikor megpróbálták felállítani.

## Modern kori obeliszkek
A modern korban számos obeliszk alakú emlékművet emeltek. Ilyen például a Buenos Aires jelképének is számító, 1936-ban felépített Buenos Aires-i obeliszk.